# Alaskahaven

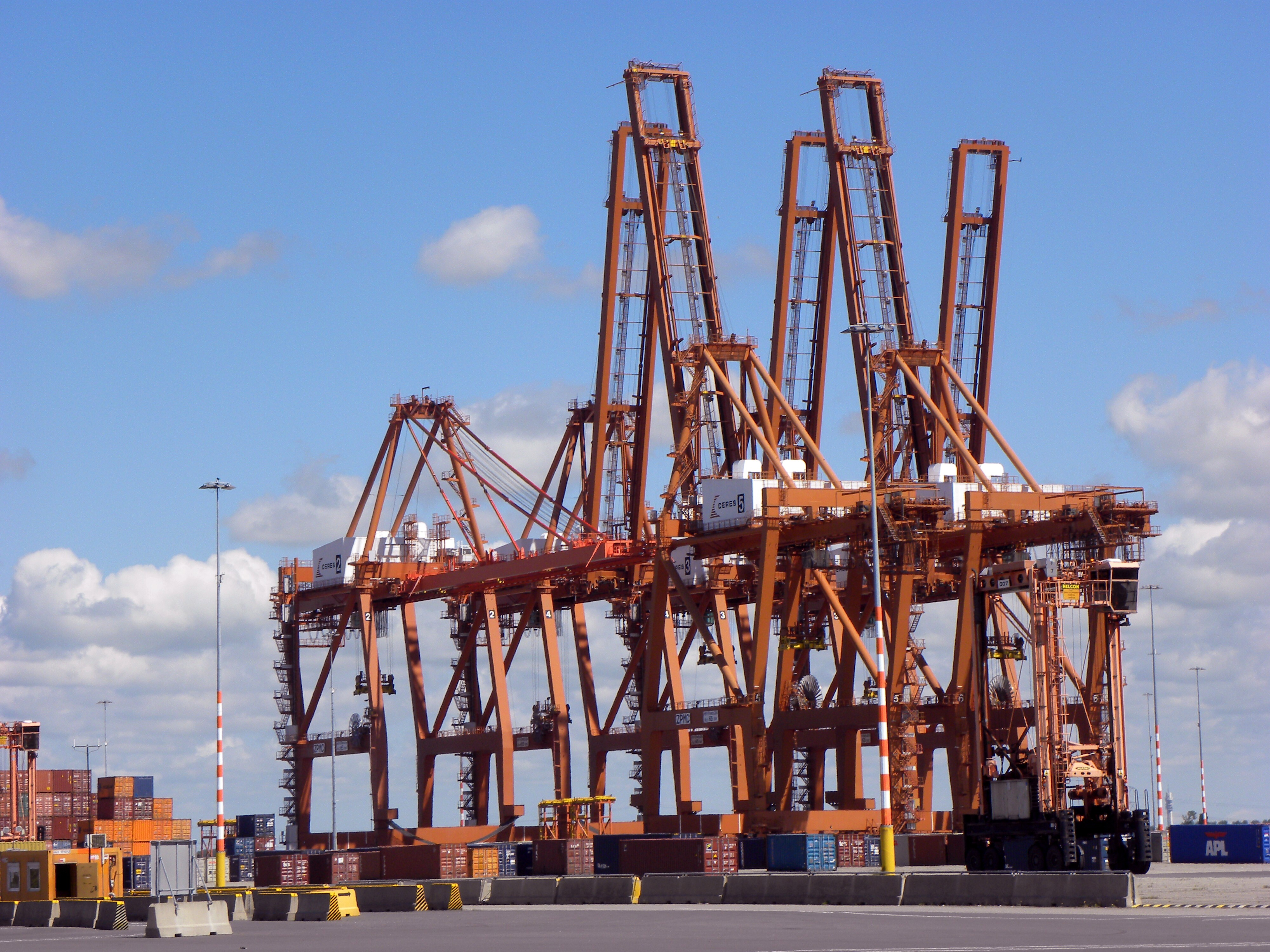
Amsterdam Container Terminals

De Alaskahaven is een van de havenbekkens in de haven van Amsterdam die samen de Amerikahaven vormen. De Alaskahaven is van de insteekhavens in de Amerikahaven degene die het dichtst bij het Noordzeekanaal ligt.
Bij de Alaskahaven bevindt zich de Holland Container Terminal van het bedrijf TMA Logistics. Een deel van het terrein werd vanaf de zomer van 2016 gepacht door OpenIJ, een aannemersconsortium dat zich bezighield met de bouw van een nieuwe zeesluis als aanvulling op de sluizen van IJmuiden.
De beschikbare kadelengte is 1.500 meter, de haven is 15,5 meter diep.